# Cleopa Msuya
Cleopa David Msuya (ur. 4 stycznia 1931 w Chomvu, zm. 7 maja 2025 w Dar es Salaam, Tanzania) – tanzański polityk, dwukrotny premier od 7 listopada 1980 do 24 lutego 1983 i ponownie od 7 grudnia 1994 do 28 listopada 1995.

## Życie osobiste
Msuya urodził się 4 stycznia 1931 w Chomvu w dystrykcie Mwanga w regionie Kilimanjaro w Tanganice. W latach 1952–1955 uczęszczał do Makerere University College i pracował na rzecz rozwoju społecznego i społeczności na obszarach wiejskich od 1956 do 1964.

## Kariera polityczna
Począwszy od 1964 roku pełnił funkcję stałego sekretarza w kilku ministerstwach: był stałym sekretarzem w Ministerstwie Rozwoju Społeczności i Kultury od 1964 do 1965 roku, w Ministerstwie Osadnictwa Ziemi i Rozwoju Wody od 1965 do 1967 roku, w Ministerstwie Spraw Gospodarczych i Planowania od 1967 do 1970 roku oraz w Ministerstwie Finansów od 1970 do 1972 roku.
Został ministrem finansów 18 lutego 1972 roku i pełnił tę funkcję do momentu objęcia stanowiska ministra przemysłu 3 listopada 1975 roku. Po pięciu latach pełnienia funkcji ministra przemysłu został premierem w listopadzie 1980 roku i pełnił tę funkcję do lutego 1983 roku; był ponownie ministrem finansów od lutego 1983 do listopada 1985. 6 listopada 1985 jego portfolio zostało rozszerzone i został ministrem finansów, spraw gospodarczych i planowania do marca 1989. Od marca 1989 do grudnia 1990 był ponownie ministrem finansów, a od marca 1990 do grudnia 1994 ministrem przemysłu i handlu.[2]
W grudniu 1994 Msuya został premierem po raz drugi, pełniąc jednocześnie funkcję wiceprezydenta. Został zastąpiony na tych stanowiskach w listopadzie 1995. W wyborach parlamentarnych w 1995 został ponownie wybrany do Zgromadzenia Narodowego i pełnił kadencję parlamentarną jako szeregowy. Przeszedł na emeryturę 29 października 2000.

## Śmierć
Cleopa Msuya zmarł 7 maja 2025 roku w wieku 94 lat w szpitalu w Dar es Salaam z powodu powikłań kardiologicznych.